# ORP Ślązak (1917)
ORP Ślązak – polski torpedowiec, były niemiecki A 59, jeden z pierwszych okrętów PMW.

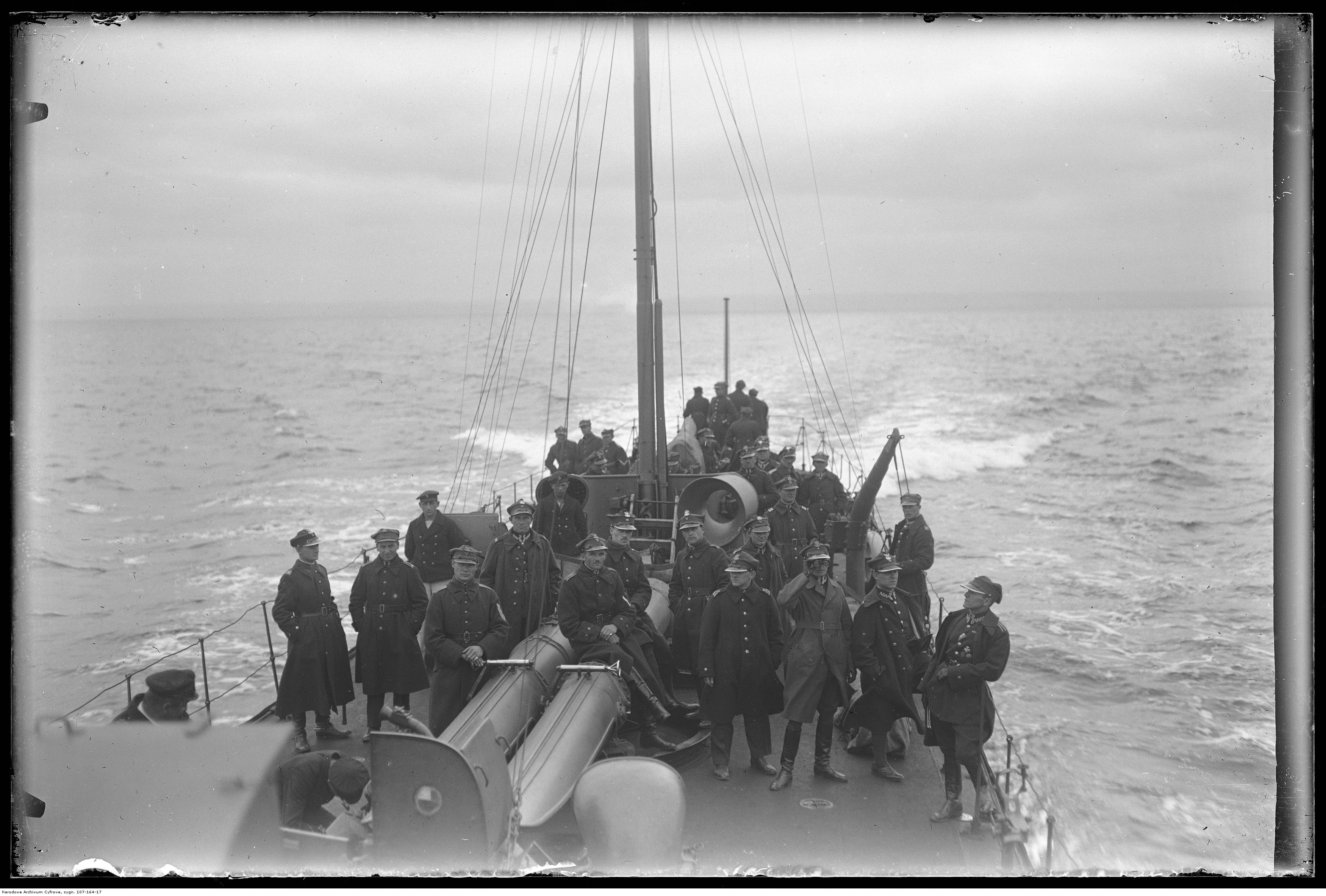
ORP „Ślązak” w czasie rejsu (1927)

## Historia
Okręt został zwodowany 13 kwietnia 1917 roku w niemieckiej stoczni „Vulcan” w Szczecinie, w służbie niemieckiej marynarki cesarskiej był od 9 czerwca 1917.
W 1919 roku został przyznany Polsce przez Radę Ambasadorów w ramach podziału floty niemieckiej, razem z bliźniaczymi: ORP Podhalanin i ORP Krakowiak, zbliżonym  ORP Kujawiak i dwoma innymi torpedowcami (ORP Mazur, ORP Kaszub). Po remoncie w Rosyth w Wielkiej Brytanii dotarł do Polski 28 września 1921. Podróż odbył na holu. Po próbach odbiorczych, w grudniu 1921 i remoncie w 1923 rozpoczął służbę w PMW. 10 czerwca 1923 roku został włączony w skład Dywizjonu Torpedowców.
Okręty zostały przekazane Polsce bez uzbrojenia i początkowo zostały w polskiej służbie uzbrojone w działka 47 mm. Od 1924 zamontowano na nich francuskie armaty morskie 75 mm i podwójne wyrzutnie torped kal. 450 mm. „Ślązak” uczestniczył w wizytach zagranicznych polskich okrętów, m.in. w czerwcu 1923 w Libawie i Rydze, w 1929 w Kopenhadze, a w 1930 był jednym z okrętów eskortujących transatlantyk Polonia, na którym prezydent Ignacy Mościcki płynął z oficjalną wizytą do Estonii.

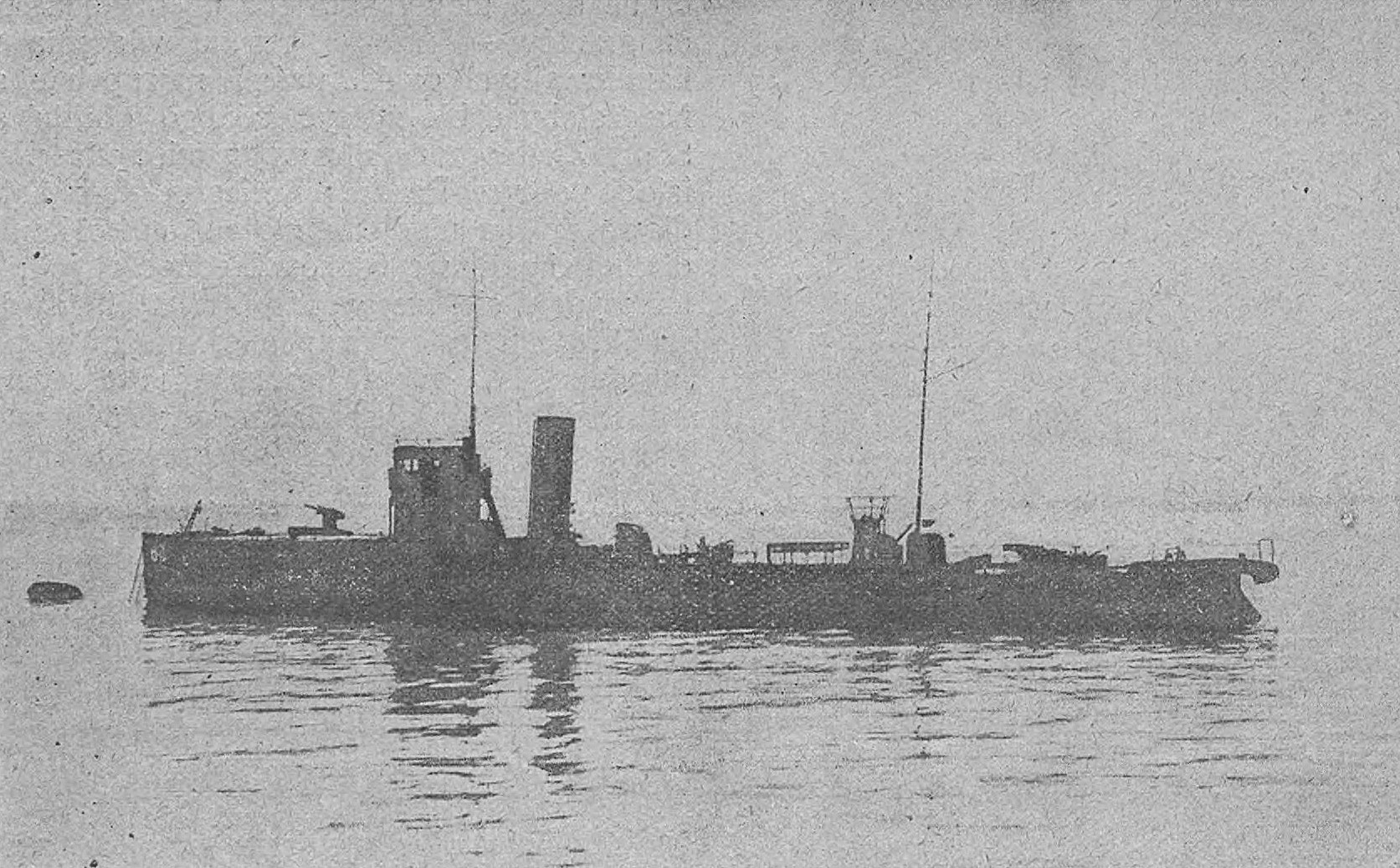
ORP „Ślązak” (1924)

Od 1937 ORP Ślązak był wykorzystywany jako okręt ćwiczebny (cel) dla lotnictwa. W chwili wybuchu II wojny światowej stał zakotwiczony na zatoce w okolicach Pucka. O godz. 6.15 okręt został zaatakowany przez 6 bombowców He 111E z I/KG 1. Okręt nie został trafiony i przetrwał nalot. W działaniach bojowych nie był użyty. Po zakończeniu działań wojennych został przejęty przez Niemców, następnie zatonął podczas holowania na złom na wysokości Redłowa.

## Dowódcy
| kpt. mar. Włodzimierz Staszkiewicz | 10 czerwca 1923 – listopad 1924    |
| kpt. mar. Henryk Eibel             | 1924 – 1926                        |
| kpt. mar. Michał Borowski          | 24 kwietnia 1926 – 2 sierpnia 1928 |
| kpt. mar. Aleksander Hulewicz      | 1928 – 1929                        |
| kpt. mar. Włodzimierz Kodrębski    | 1929 – styczeń 1930                |
| kpt. mar. Tadeusz Stoklasa         | 4 stycznia 1930 – 19 marca 1930    |
| kpt. mar. Aleksander Hulewicz      | marzec 1930 – 1930                 |
| ?                                  | 1930 – 1933                        |
| kpt. mar. Stanisław Dzienisiewicz  | 1933 – 1934                        |
| kpt. mar. Zdzisław Boczkowski      | 1934 – marzec 1934                 |
| ?                                  | marzec 1934 – kwiecień 1935        |
| kpt. mar. Jerzy Staniewicz         | kwiecień 1935 – lipiec 1935        |
| kmdr ppor. dypl. Roman Stankiewicz | 1 lipca 1935 – listopad 1935       |
| ?                                  | listopad 1935 – czerwiec 1936      |
| kpt. mar. Jerzy Staniewicz         | czerwiec 1936 – 5 marca 1937       |

## Dane taktyczno-techniczne
- Dane stoczniowe:
  - Stocznia: Stettiner Maschinenbau AG Vulcan, Szczecin (Niemcy)
  - Numer budowy: 479
  - Położenie stępki: 1916
  - Wodowanie: 31.03.1917
  - W niemieckiej służbie: 09.06.1917
  - W polskiej służbie: 15.10.1921
- wyporność:
  - standardowa/kontraktowa: 330 ton
  - normalna: ? ton
  - pełna: 381 ton
- Wymiary:
  - długość całkowita: 61,10 m
  - długość między pionami: 60,12 m
  - szerokość maksymalna: 6,41 m
  - zanurzenie:
    - pełne: 2,24 m
    - średnie: 2,21 m
- Napęd:
  - dwa kotły wodnorurkowe typu Yarrow o ciśnieniu 18,5 atm:
    - dwa opalane ropą

  - dwie turbiny AEG Vulcan o łącznej mocy: 6500 KM
  - 2 trzyłopatowe śruby o średnicy 1,70 m
- Zapas paliwa:
  - normalny: ? ton ropy
  - maksymalny: 81 ton ropy
- Osiągi:
  - prędkość:
  - maksymalna:
    - (1921) 21 w
    - (1917) 26 w

  - ekonomiczna:
    - (1921) 15 w

  - zasięg pływania: ? Mm przy prędkości 15 w, 800 Mm przy prędkości 20 w
- Załoga:
  - (1921) – 73 ludzi w tym: 3 oficerów, 70 podoficerów i marynarzy
  - (1915) – 55 ludzi w tym: 2 oficerów, 53 podoficerów i marynarzy
- Uzbrojenie:
  - 1917 – 1919:
    - 2 działa kalibru 88 mm L/30 (2 × I)
    - 2 wyrzutnie torpedowe kalibru 450 mm (1 × II)
    - 30 min

  - 1921 – 1924:
    - 2 działa kalibru 47 mm wz. 85 Hotchkiss (2 × I)
    - 2 ckmy Maxim wz. 08 kalibru 7,92 mm (2 × I)

  - 1925 – 1935:
    - 2 działa kalibru 75 mm Schneider wz. 97 (2 × I)
    - 2 wyrzutnie torpedowe kalibru 450 mm (1 × II)
    - 2 ckmy Maxim wz. 08 kalibru 7,92 mm (2 × I)

  - 1936 – 1937:
    - 1 działo kalibru 75 mm Schneider wz. 97 (1 × I)
    - 2 ckmy Maxim wz. 08 kalibru 7,92 mm (2 × I)